# شوك الضب الجاوي
شوك الضب الجاوي (الاسم العلمي:Blepharis javanica) هو نوع من النباتات يتبع جنس شوك الضب من الفصيلة الأقنتية.